# Irrawaddy
Irrawaddy är Burmas viktigaste flod och är 2 150 km lång. Floden har sin källa nära gränsen till Tibet i norr och flyter ner genom hela Burma ut i Andamansjön (del av Indiska oceanen) genom ett stort floddelta där Burmas tidigare huvudstad Rangoon ligger. Irrawaddys dalgång utgör Burmas historiska, kulturella och ekonomiska kärnområde.

## Geografisk sträckning
Irrawaddy avvattnar 431 000 km², och vattenflödet varierar från 2500 m³ per sekund under den torraste tiden till 50 000 m³ per sekund under regnperioden. Floden har två källflöden – Nmai Hka och Mali – som båda har sitt ursprung vid berget Namkius (4 500 m ö.h.) glaciärer i norra Burma vid gränsen mot Tibet. Floden trafikeras under sommaren upp till Myitkyina, som ligger cirka 50 km söder om platsen där Nmah Hka och Mali flyter samman och bildar Irrawaddy. Upp till Bhamo, som ligger ytterligare cirka 190 km söderut, trafikeras floden året runt. På väg söderut passerar floden Mandalay, huvudstad i Burma fram till 1852. Sydväst om Mandalay förenar sig bifloden Chindwin med Irrawaddy. Irrawaddys delta upptar en yta på 46 000 km², och innefattar sju större mynningsarmar. Mynningarna vid Bassein och Rangoon (den senare landets huvudstad fram till 2005) är farbara för större fartyg.

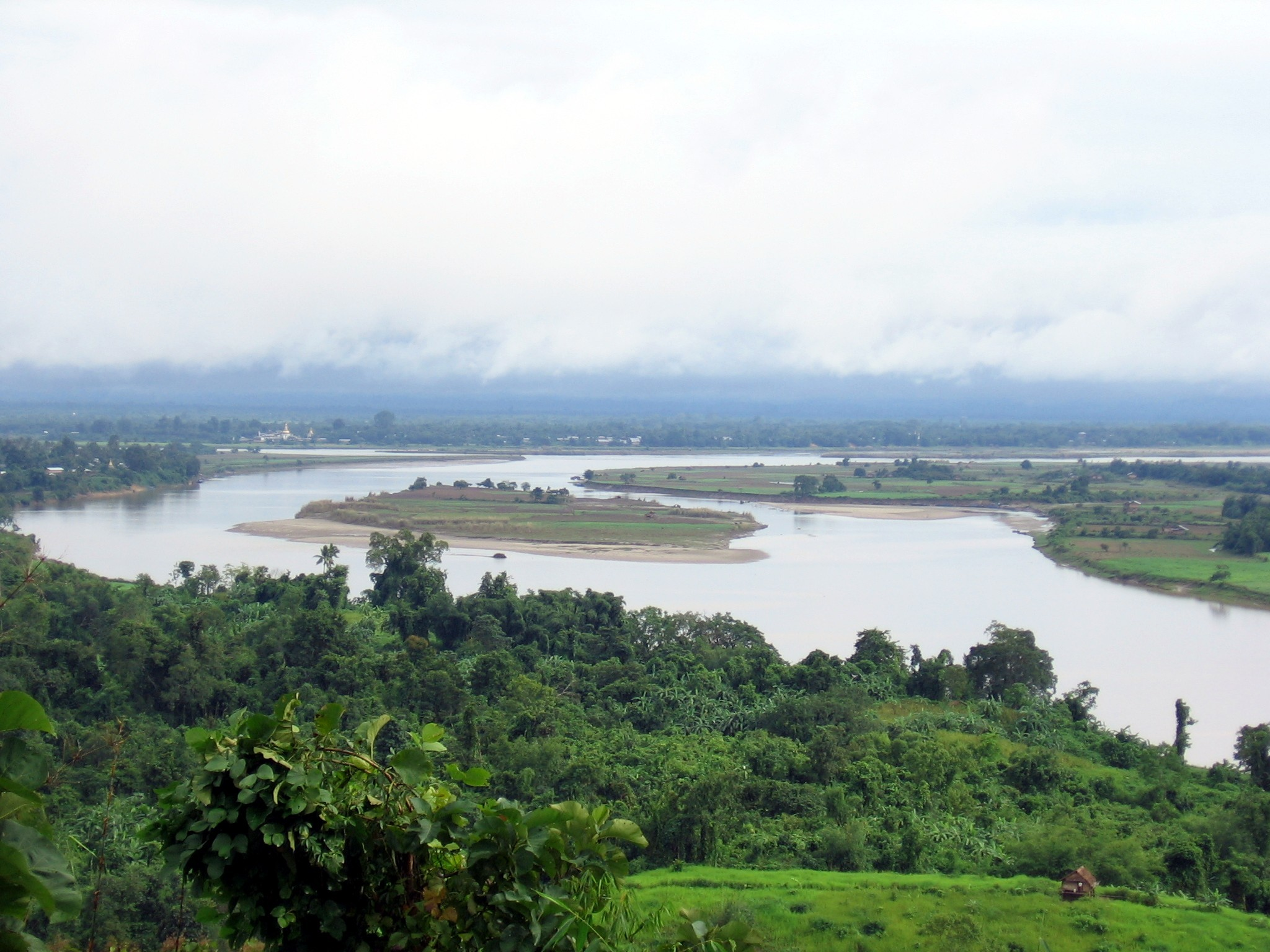
Nära Bhamo.
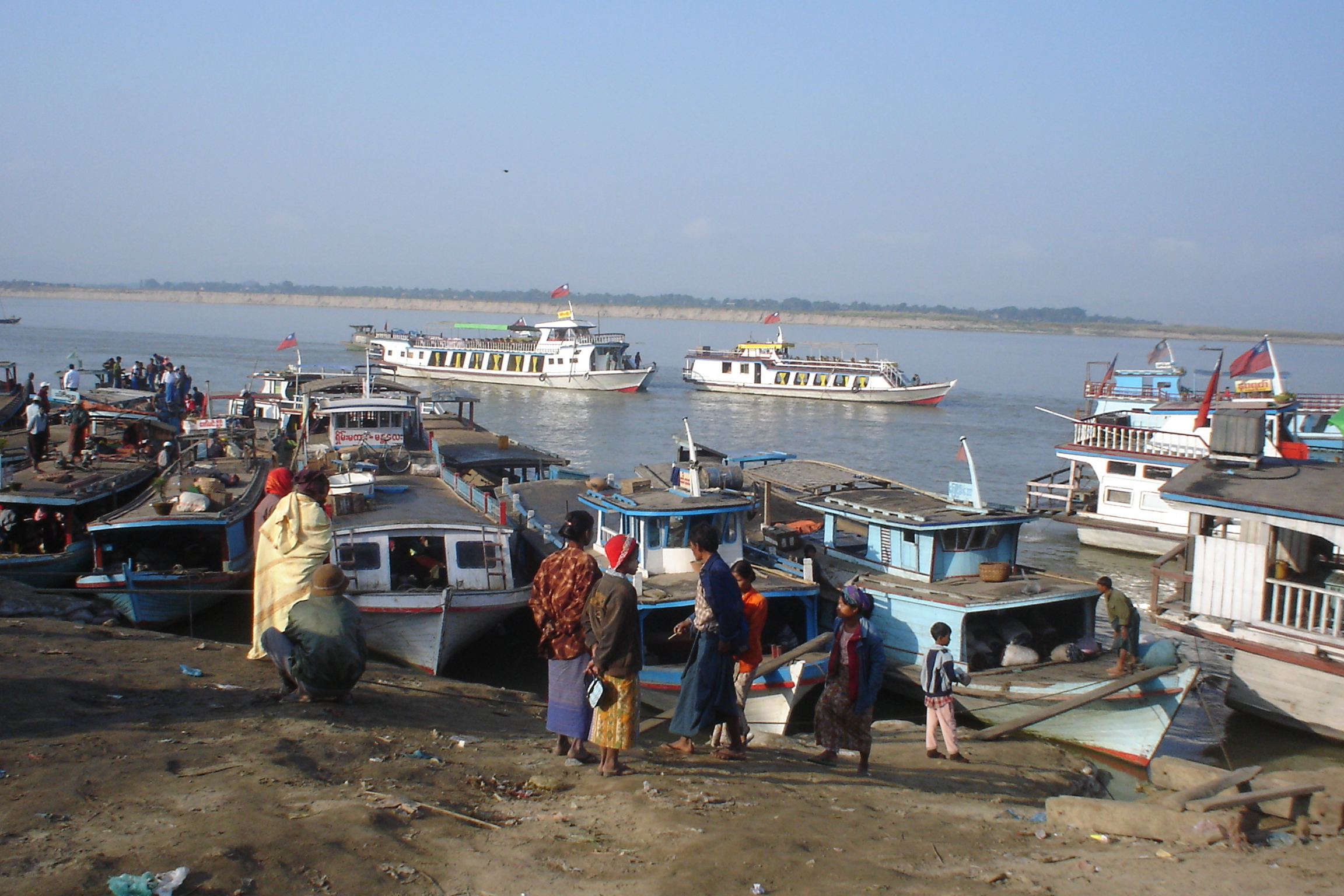
Hamn i Mandalay.
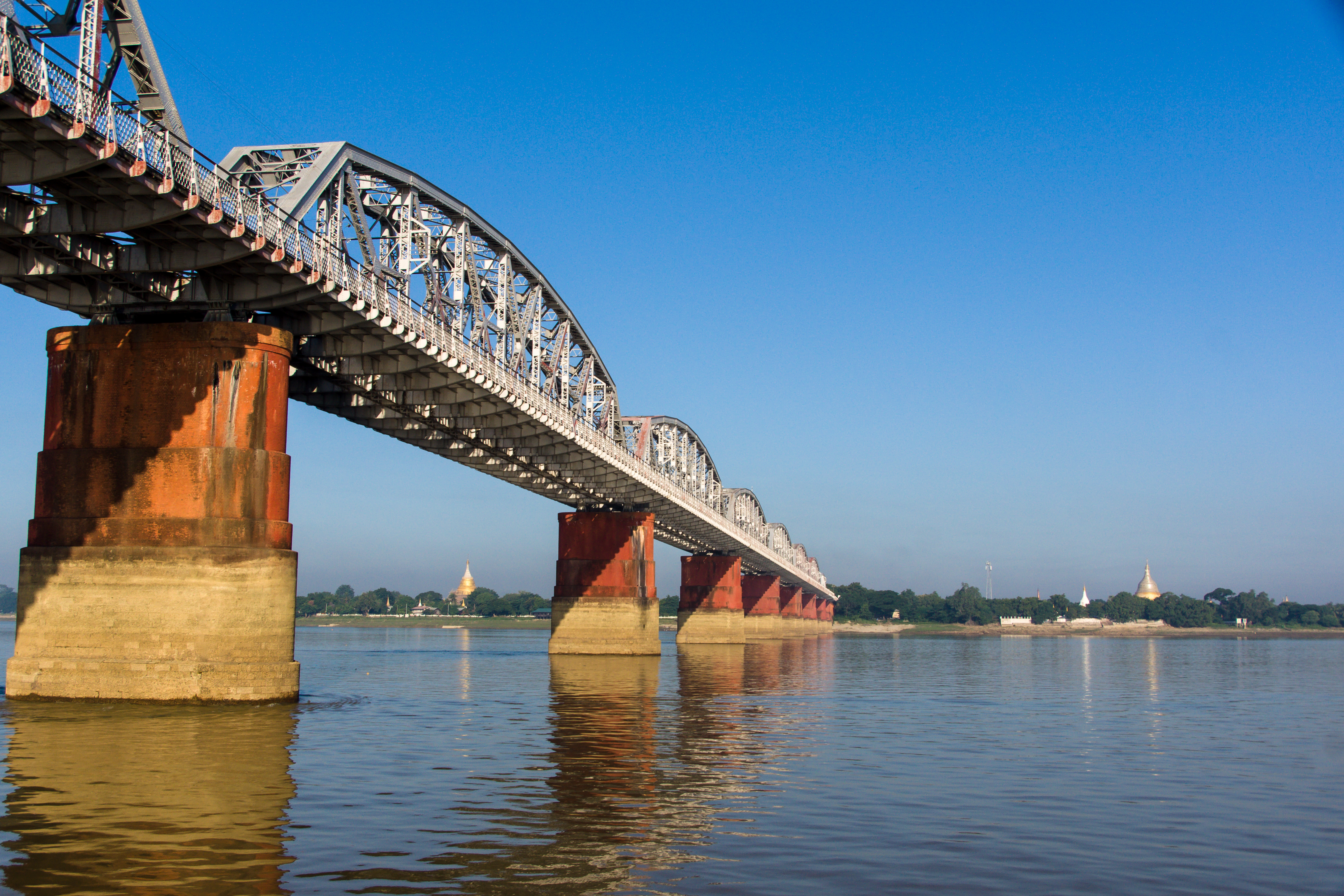
Avabron.
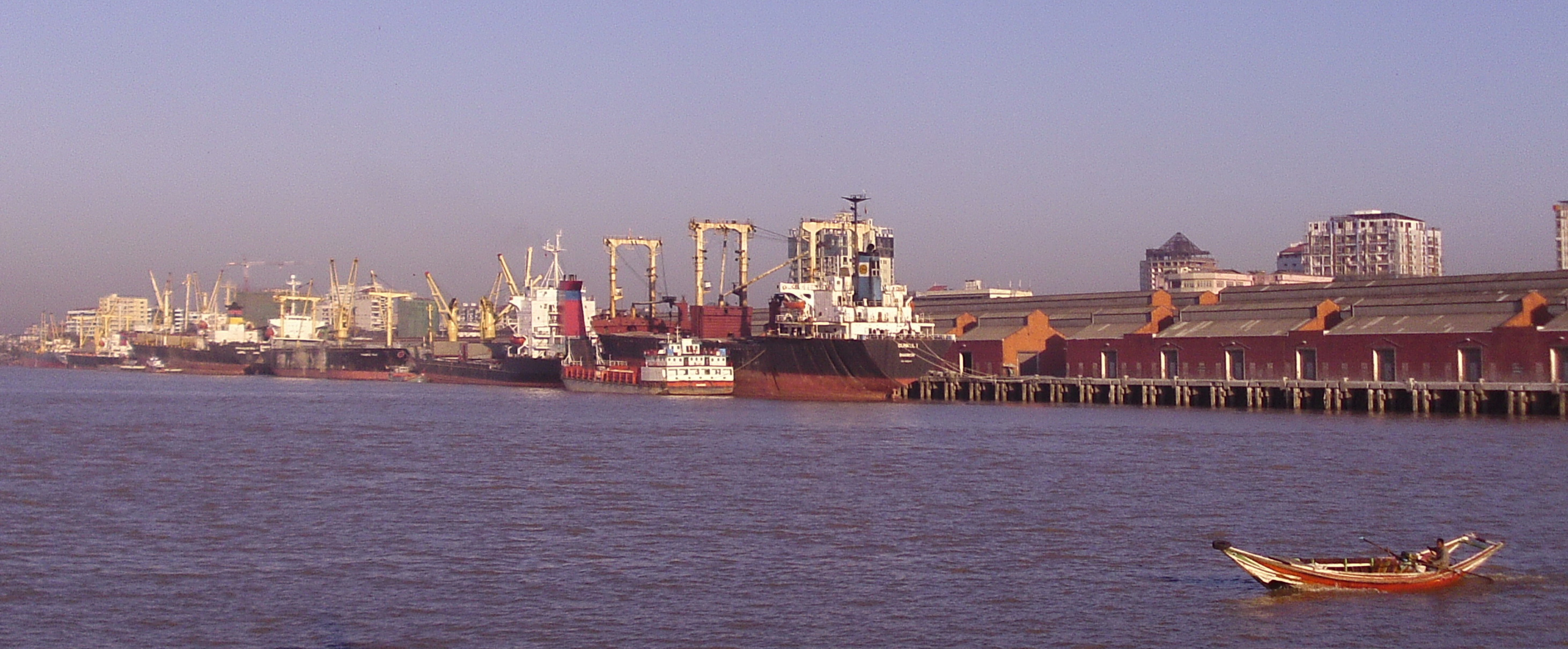
Rangoons hamn.

## Användning
Burmas vattenleder har stor betydelse för såväl gods- som persontrafik, och Irrawaddy är landets viktigaste vattenled. De många bilfödena i floddeltat längs med Irrawaddys nedre lopp utgör säkrare transportleder än den lokala trafiken på vägarna, vilka vid översvämningar blir ofarbara. Mandalay, Chauk, Prome och Hinthada är hamnar längs med floden med god kapacitet.
Området runt flodens nedre lopp, inklusive floddeltat, är ett av världens största risodlingsområden. Burma är världens största producent av teak, så teaktimmer transporteras i floden. I floddeltat fångas dessutom mycket av landets sötvattenfisk. I Irrawaddys övre tillflöden förekommer vaskning av guld.

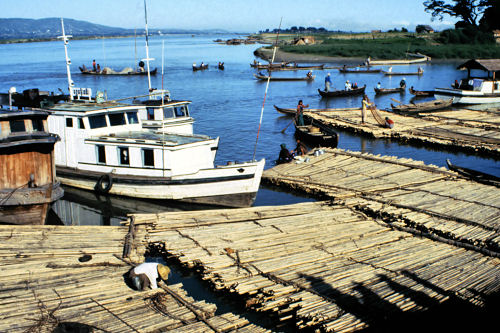
Teakstammar
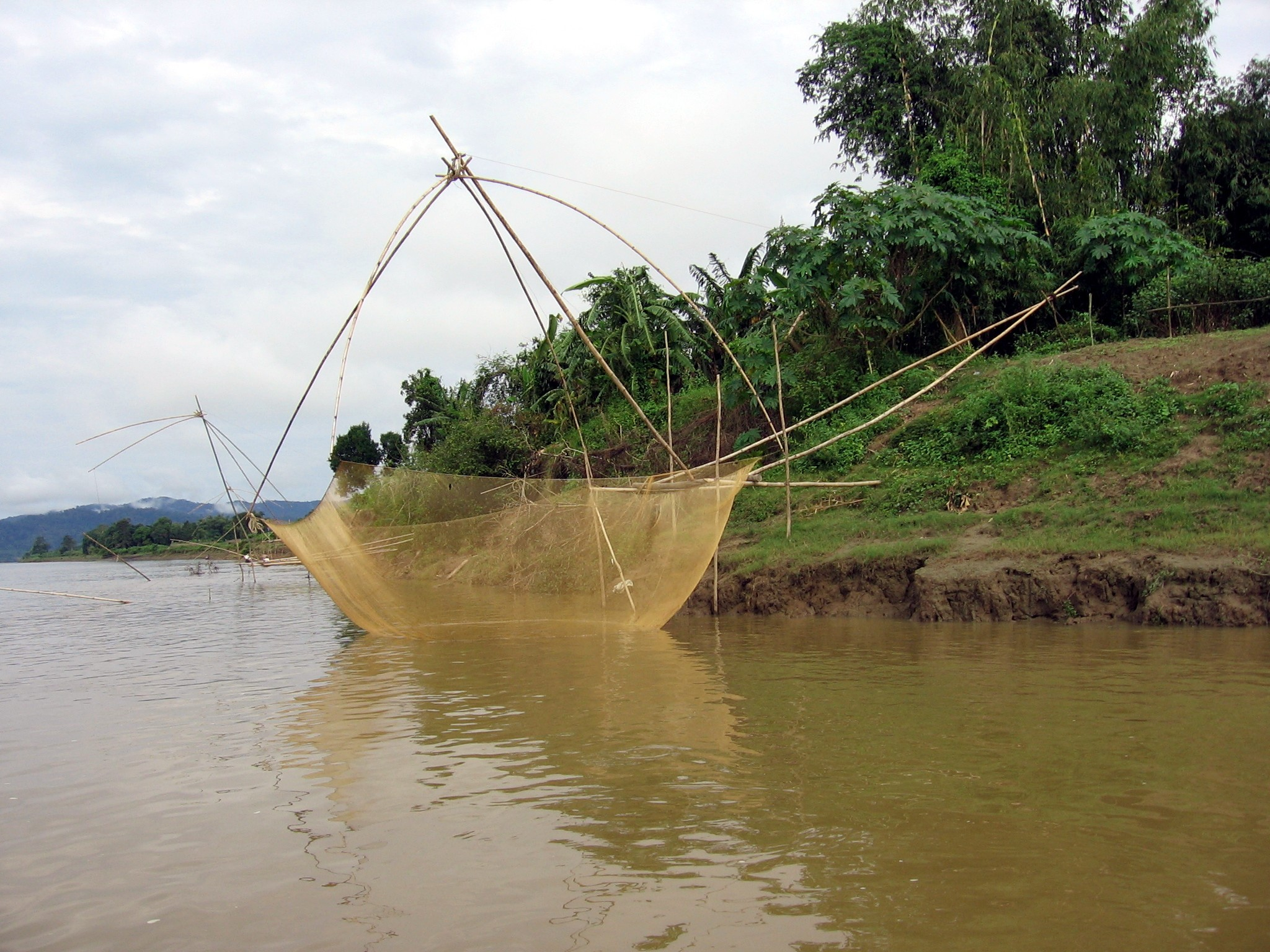
Fiske
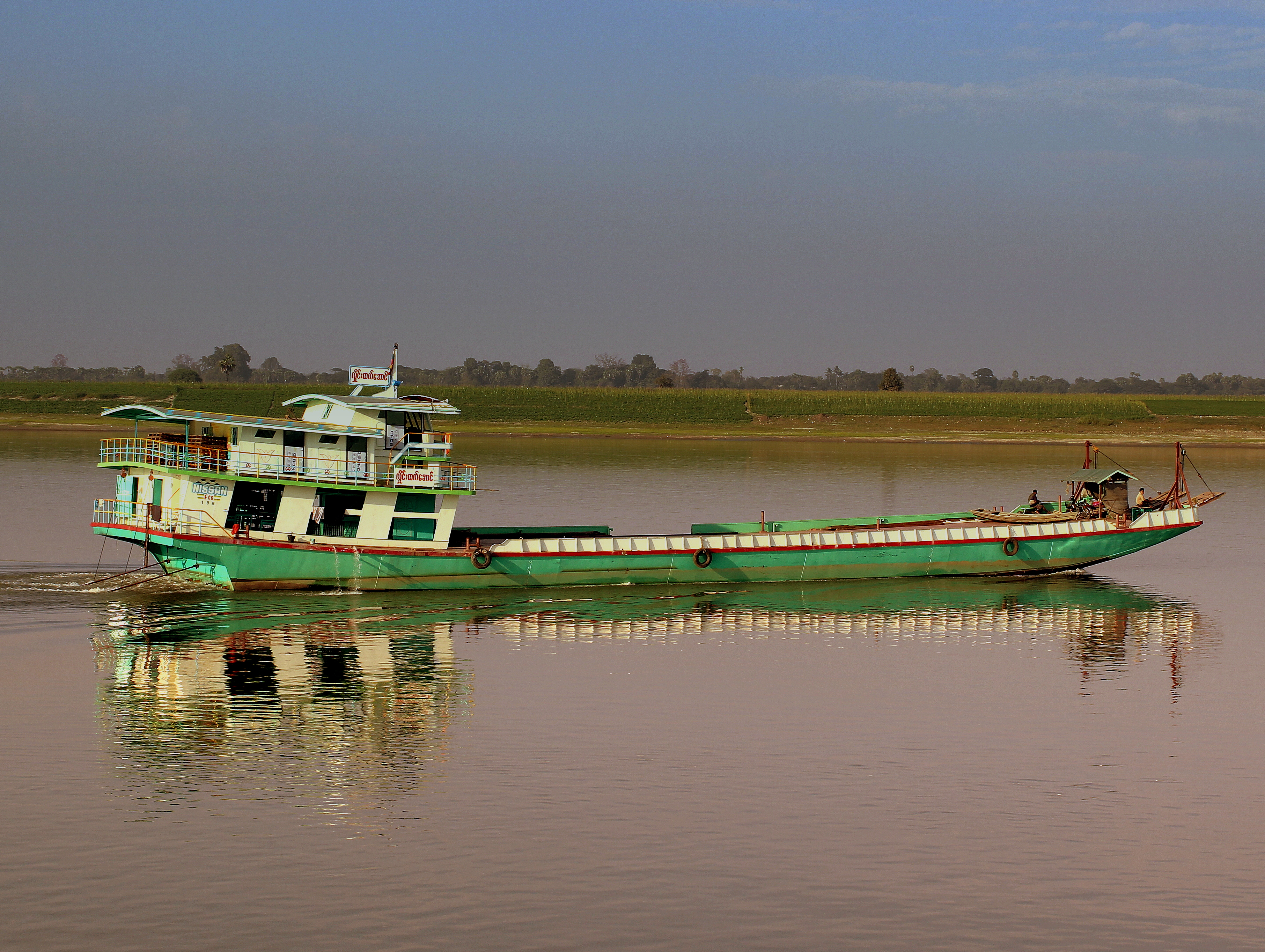
Flodtransport

## Etymologi
Namnet tros ha sitt ursprung i ordet airāvatī, vilket betyder "elefantflod" på sanskrit.